# Orthromicta
Orthromicta é um gênero de traça pertencente à família Cosmopterigidae.